# Lúčnica nad Žitavou
Lúčnica nad Žitavou (in ungherese Vajkmártonfalva) è un comune della Slovacchia facente parte del distretto di Nitra, nella regione omonima.